# La Banquière
La Banquière is een Franse film van Francis Girod die uitgebracht werd in 1980. 

## Verhaal
Frankrijk, begin 20e eeuw. De jonge Emma Eckhert groeit op in een bescheiden milieu. Ze werkt eerst in de familiezaak, een hoedenmakerij. In 1921 komt ze voor de eerste keer in aanraking met het gerecht. In diezelfde periode schopt ze schandaal door uit te komen voor haar lesbische geaardheid. Ze huwt wel met de oudere Moïse Nathanson, een vriend van de familie, maar ze beleeft openlijk haar verhouding met Camille Sowcroft, een juweliersdochter die haar geld voorschiet om op de beurs te speculeren. 
Ze maakt een steile opgang en ontpopt zich in enkele jaren tot een van de meest gerespecteerde bankiersters van Parijs. Naast haar eigen bank bezit ze ook een financiële krant. Niet iedereen gunt haar echter haar succes. Zo lokt ze de vijandigheid uit van Horace Vannister, een machtige bankier.

## Rolverdeling
| Acteur                 | Personage                                                 |
| ---------------------- | --------------------------------------------------------- |
| Romy Schneider         | Emma Eckhert                                              |
| Marie-France Pisier    | Colette Lecoudray                                         |
| Claude Brasseur        | rechter Largué                                            |
| Jean-Claude Brialy     | Paul Cisterne                                             |
| Jean Carmet            | Duvernet                                                  |
| Jean-Louis Trintignant | Horace Vannister                                          |
| Jacques Fabbri         | Moïse Nathanson                                           |
| Daniel Mesguich        | Rémy Lecoudray                                            |
| Noëlle Châtelet        | Camille Sowcroft                                          |
| Daniel Auteuil         | Duclaux                                                   |
| Thierry Lhermitte      | Devoluy                                                   |
| Alan Adair             | Sir Charles                                               |
| François-Régis Bastide | minister van Justitie                                     |
| Arnaud Boisseau        | Armand                                                    |
| Yves Brainville        | de voorzitter van de raad (van beheer), Raymond Préfaille |
| Philippe Brizard       | Chériaux                                                  |
| Francis Claude         | de voorzitter van de rechtbank                            |
| Philippe Collin        | Savatier                                                  |
| Georges Conchon        | Aristide Bréhaud                                          |
| Claude Darget          | Bourseul Martilly                                         |
| Régine Deforges        | de Amerikaanse                                            |
| Michel Delahaye        | de hoofdboekhouder                                        |
| Hubert Deschamps       | de commissaris van Meudon                                 |
| Jean Gorini            | de speaker                                                |
| Guillaume Hanoteau     | mijnheer Radignac                                         |
| Jean-Pierre Honoré     | Bob                                                       |
| Jean-Paul Muel         | de notaris van Lille                                      |
| Étienne Périer         | de voorzitter in Meudon                                   |
| Stéphane Raphaël       | Andy                                                      |
| Eric Raphaël           | Jerry                                                     |
| Jean-Michel Ribes      | de griffier                                               |
| Isabelle Sadoyan       | zuster Hermance                                           |
| Françoise Ulrich       | mevrouw Eckhert                                           |
| Alfred Willenbucher    | mijnheer Eckhert                                          |